# Karl Friedrich Bahrdt
Karl Friedrich Bahrdt (født 25. august 1741, død 23. april 1792) var en tysk rationalistisk teolog og sachsisk præstesøn.

## Uddannelse og tidlig karriere
Bahrdt studerede teologi i Leipzig 1756-61 bl.a. under Christian August Crusius, og blev professor i bibelsk filologi sammesteds 1766, fra hvilken stilling han 1768 blev afsat på grund af anklager om samvær med en prostitueret. Han havde i samme periode langsomt bevæget sig væk fra pietismen og over til heterodokisen. Han blev derefter med støtte fra sin mentor Johann Salomo Semler, professor i bibelske antikviteter ved det filosofiske fakultet i Erfurt, og i 1771 teologisk professor og præst i Giessen, hvor han "for menneskets moralske forbedrings skyld" udgav en mønsteroversættelse af Biblen.
Han havde på dette tidspunkt bevæget sig over til et unitaristisk standpunkt, dvs en afvisning af de bibelske mirakler og i praksis al overnaturlige bevæggrunde, som skaffede ham spottegloser fra pietisten Friedrich Karl von Möser samt Goethe og et krav om offentlig afvisning af sine idéer eller blive afsat fra embedet. Bahrdt valgte frivilligt at forlade embedet, idet han udtalte at han "hellere ville tigge i gaderne med hustru og barn, end at give præsterne og teologerne en sådan triumf".

## Senere tid
Alligevel blev han generalsuperintendent i Dürkheim an der Hardt, hvor han fik oprettet et filantropi, gik herfra 1779 til Halle, ved hvis universitet han samlede en masse studenter om sine forelæsninger over filologi, filosofi og etik; han var blevet forbudt at undervise i teologi og metafysik. Han formåede her at opbygge et netværk af ligesindede radikale tænkere, blandt andre professorerne August Friedrich Wilhelm Crome (1753-1833) og Johann Wilhelm Hezel, samt juristen Karl von Knoblauch.
Efter en udlandsrejse der bl.a. gik til Schweiz, Amsterdam og England 1775-1777, begyndte han at udvikle deciderede radikale meninger blandt andet naturalisme og republikanisme. I den tredje udgave af sin oversættelse af det Ny Testamente, forkastede han al specifik kristen doktrin og ville kun acceptere at "Moses og Jesus, ligesom Konfutse, Sokrates, Luther og Semler, samt sig selv, alle var det guddommelige forsyns værktøjer med hvilket det søgte at fremme menneskets godhed".
Han skrev her en mængde bøger, hvori han fremstillede Kristus som naturalist og kristendommen som et moralsk system. På grund af overanstrengelse opgav han sin lærervirksomhed og levede fra nu af som værtshusholder uden for Halle, kun afbrudt et år ved et ophold som fange i Magdeburg fæstning, hvor han skrev romaner og satiriske og polemiske skrifter samt sin selvbiografi i fire bind med titlen Geschichte seines Lebens, seiner Meinungen und Schicksale (1790).
Idéhistorikeren Jonathan Israel betegner Bahrdt som "en af den senere radikale oplysnings mest interessante personer" særligt på grund af dennes syn på trykkefriheden som et kosteligt og universelt gode for menneskeheden. Bahrdt havde i flere skrifter skrevet for trykkefriheden, blandt andet i hans System der moralischen Religion fra 1787. Bahrdt påstår i forordet til denne bog at det er en menneskeret at folk frit kan meddele deres tanker til andre, og at fyrsters indskrænkninger i denne ret i sidste ende undergraver religionen, idet det også indskrænker den enkeltes ret til selv at tænke.

## Bahrdt på dansk
Mange af Bahrdts skrifter udkom på dansk i slutningen af 1790'erne, nogle oversat af bogtrykkeren og litteraten Klaus Henrik Seidelin. Således Naturlig Religions Katekismus til Brug for Forældre, Præster og Opdragere (1796), Religionsediktet – Et Lystspil i 5 Optoge (1797), Hvad ere symbolske Bøger og hvorvidt strækker sig deres forbindende Kraft?, et Spørgsmaal opløst i Breve, til Besvarelse af Hofraad Rønnebergs Skrivt om symbolske Bøger (1797), Om Trykkefriheden og dens Grændser, Et Ord for Fyrster og Skribentere (1797), Haandbog i Moralen for Borgerstanden, 1.-2. Deel (1797-98) og Naturreligionens og Naturalismens Værd, i Hensyn til Stat og Menneskerettigheder (1798), samt J.F.C. Heinzelmanns skrift Sokratiske Samtaler under Forklaringen af Dr. Bahrdts "Naturlig Religions-Katekismus" (1798). Den første titel, oversat af Seidelin, indeholder desuden en kort levnedsbeskrivelse over Bahrdt, uddraget af dennes selvbiografi. Bl.a. den danske radikale forfatter Malthe Conrad Bruun nævner selv Bahrdt som en af sine inspirationskilder.